# Marie-Claire Zimmermann

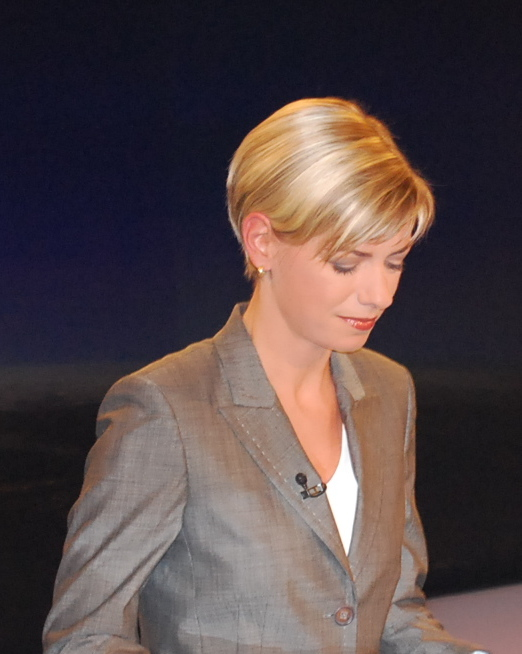
Marie-Claire Zimmermann (2008)

Marie-Claire Zimmermann (* 10. Juni 1975 in Wien) ist eine österreichische Journalistin und Fernsehmoderatorin.

## Leben
Marie-Claire Zimmermann ist die Tochter des Wiener Architekten und Malers Karl Wolfgang Zimmermann (1947–2010) und einer Niederländerin. Sie maturierte im Jahr 1993 am Kollegium Kalksburg. Das anschließende Studium der Publizistik und Spanischen Sprache hat sie nicht abgeschlossen. Sie arbeitete einige Jahre auch als allgemein beeidete und gerichtlich zertifizierte Dolmetscherin für die niederländische Sprache. Bereits während des Studiums begann sie ihre Arbeit für den Aktuellen Dienst des Landesstudios Niederösterreich, wo sie Beiträge für Radio und Fernsehen gestaltete. Ab 1999 gehörte sie zum Moderatorenteam von „Niederösterreich heute“. Im Juli 2004 wechselte sie zum Aktuellen Dienst ins ORF-Zentrum in Wien. Dort verstärkte sie das Redaktionsteam im Ressort Innenpolitik. Von Juli 2004 bis zum Start der Programmreform am 10. April 2007 moderierte Zimmermann neben Lou Lorenz-Dittlbacher die „ZiB 3“. Ab dem 25. April 2007 präsentierte sie abwechselnd mit Armin Wolf die „ZiB 2“.
Seit Juni 2010 moderiert Marie-Claire Zimmermann gemeinsam mit Tarek Leitner die Zeit im Bild. 2011 wurde sie gemeinsam mit Tarek Leitner als beliebteste Moderatorin mit einer Romy ausgezeichnet. Im Oktober 2014 ging sie in Karenz, ihre Vertretung übernahm Susanne Höggerl. Von 2015 bis 2017 moderierte sie wieder die ZIB 17:00 und gemeinsam mit Tarek Leitner oder Rainer Hazivar die ZIB 1. Seit 3. Mai 2017 moderiert Zimmermann die Zeit im Bild-Sendungen um 9 und 13 Uhr, sowie die Sendungen Mittag in Österreich (vormals heute mittag) und Aktuell in Österreich (vormals heute österreich) abwechselnd mit Martin Ferdiny und Peter Teubenbacher. Susanne Höggerl folgte ihr mit 1. Mai 2017 in der ZIB 1 nach. Seit August 2022 zählt sie erneut zum Moderatorenteam der ZIB 2. Zudem moderiert sie seit Jänner 2025 die Sendung Report.
Ihr Bruder, Carsten-Pieter Zimmermann, ist ebenfalls Fernsehmoderator.